# Pelecotoma septentrionalis
Pelecotoma septentrionalis – gatunek chrząszcza z rodziny wachlarzykowatych. Występuje w Japonii.